# Дальма, Стефан
Сте́фан Дальма́ (фр. Stephane Dalmat; 16 февраля 1979, Жуэ-ле-Тур) — французский футболист, полузащитник.

## Карьера
Стефан Дальма — воспитанник футбольной школы клуба «Жуэ-ле-Тур». После окончания учебного заведения он попробовал пройти несколько просмотров, в частности, в «Анже» и «Нанте», где уже играл в молодёжном составе его брат Уилфрид, а также в «Геньоне», с которым уже сам Стефан отказался подписывать контракт. В результате Дальма остановился в «Шатору», подписав с клубом двухлетнее соглашение. В основном составе он дебютировал 30 августа 1997 года в матче с «Канном». По итогам сезона клуб занял предпоследнее место в чемпионате. Но молодой футболист своей игрой произвёл впечатление: его купил «Ланс», заплативший за трансфер полузащитника 25 млн франков. В этой же команде Дальма выиграл свой первый трофей — Кубок французской лиги. По ходу первенства полузащитник получил несколько травм — сломал большой палец правой руки, получил травму ноги. Следующий сезон Стефан начал в другой команде: его купил за 70 млн франков «Олимпик Марсель», что стало рекордной суммой заплаченной за переход футболистов из одного французского клуба в другой. В 2000 году у «Олимпика» начались финансовые проблемы, в результате чего Дальма, а также несколько других игроков были проданы. Стефан, вместе с Петером Люксеном, перешёл в «Пари Сен-Жермен», заплативший за трансфер двух футболистов 23 млн долларов. Клуб выступал неудачно, и вскоре главный тренер команды Филипп Бержеро был уволен, а новый тренер, Луис Фернандес, выставил полузащитника на трансфер, посчитав, что он не относится к своей работе профессионально.
В январе 2001 года миланский «Интер» обменял Вампету на Дальма. Он дебютировал в команде 28 января в матче с «Бари», а через 3 месяца, 21 апреля, забил первый гол за клуб, поразив ворота «Фиорентины». Полузащитник стал игроком основного состава, однако в следующем сезоне он провёл лишь 6 игр: ему помешала тяжёлая травма, растяжение двуглавой мышцы левой ноги, из-за которой Дальма 4 месяца даже не тренировался. В сентябре 2003 года Стефан был арендован «Тоттенхэмом», дебютировав в команде 13 сентября в матче с «Челси». Планировалось, что он заменит Кристиана Циге, почти не играющего из-за травмы. Но твёрдым игроком основы француз не стал: ему,как и немцу, мешали последствия травмы, полученной ещё в «Интере». После этого Дальма был арендован «Тулузой». Он стразу стал лидером клуба, хорошо взаимодействуя со своим бывшим одноклубником Даниэлем Морейрой, но игроку вновь помешала травма: в октябре он получил перелом ноги в товарищеской встрече с «Нантом». Любопытно, что вскоре тяжёлую травму получил и Морейра.
В 2005 году контракт Дальма с «Интером» завершился, и футболист, в статусе свободного агента, перешёл в «Расинг» из Сантандера, подписав с клубом четырёхлетний контракт. Более того, «Расинг» вскоре подписал и его брата, Уилфрида. Но их игра за клуб вызвала разочарование, об этом даже сказал президент испанской команды, Мануэль Уэрта, который был недоволен тем, что братья опоздали на 4 дня после рождественских каникул. После этого футболист не выходил на поле, а потом и вовсе очень тяжёлую получил травму, которая досрочно завершила его сезон. Летом 2006 года он вернулся во Францию, в клуб «Бордо». Там он не стал твёрдым игроком основного состава, в частности не вышел на поле в финале Кубка лиги, выигранной «жирондинцами». Летом 2007 года главный тренер «Бордо», Лоран Блан, заявил, что не рассчитывает на Дальма и отказался продлевать с ним контракт.
В июле 2007 года Стефан перешёл в «Сошо». Там быстро стал лидером команды, а потом получил в клубе капитанскую повязку. В ноябре 2008 года Дальма сломал ногу Миралему Пьяничу, за что был дисквалифицирован на 4 матча. После инцидента, когда он напал на полицейского, пытавшегося помешать его ссоре с женой на выходе из ночного клуба, футболист самостоятельно принял решение не быть капитаном команды. Позже его приговорили к двум года лишения свободы условно. В 2010 году Дальма перешёл в «Ренн», заплативший за трансфер полузащитника 1,5 млн евро. После удачного первого сезона в клубе, у Стефана случился конфликт с главным тренером команды, Фредериком Антонетти, после которого Дальма попросил не выпускать его на поле. 6 июля 2012 года полузащитник перешёл в «Ним», подписав контракт на 2 года. Но уже 24 июля, так ни разу и не выйдя на поле, заявил, что завершает карьеру.
После завершения игровой карьеры, Дальма стал советником президента клуба «Сен-Медар-эн-Жай», отвечающим за молодёжное направление команды.

## Личная жизнь
Братья Стефана, Вильфред и Сириль, также являются профессиональными футболистами.

## Статистика
| Сезон     | Клуб               | Лига         | Чемпионат | Чемпионат | Кубки | Кубки | Междун. | Междун. |
| Сезон     | Клуб               | Лига         | Игры      | Голы      | Игры  | Голы  | Игры    | Голы    |
| --------- | ------------------ | ------------ | --------- | --------- | ----- | ----- | ------- | ------- |
| 1997/1998 | Шатору             | Дивизион 1   | 29        | 1         | 1     | 0     | —       | —       |
| 1998/1999 | Ланс               | Дивизион 1   | 25        | 3         | 9     | 1     | 5       | 0       |
| 1999/2000 | Олимпик Марсель    | Дивизион 1   | 29        | 1         | 3     | 0     | 11      | 0       |
| 2000/2001 | Пари Сен-Жермен    | Дивизион 1   | 19        | 1         | 1     | 0     | 6       | 0       |
| 2000/2001 | Интер Милан        | Серия А      | 17        | 2         | 0     | 0     | —       | —       |
| 2001/2002 | Интер Милан        | Серия А      | 16        | 1         | 1     | 0     | 7       | 1       |
| 2002/2003 | Интер Милан        | Серия А      | 15        | 0         | 0     | 0     | 11      | 0       |
| 2003/2004 | Тоттенхэм Хотспур  | Премьер-лига | 22        | 3         | 6     | 0     | —       | —       |
| 2004/2005 | Тулуза             | Лига 1       | 19        | 1         | 1     | 1     | —       | —       |
| 2005/2006 | Расинг (Сантандер) | Примера      | 13        | 0         | 0     | 0     | —       | —       |
| 2006/2007 | Бордо              | Лига 1       | 13        | 0         | 4     | 0     | 3       | 1       |
| 2007/2008 | Сошо               | Лига 1       | 35        | 3         | 5     | 0     | 2       | 0       |
| 2008/2009 | Сошо               | Лига 1       | 27        | 1         | 2     | 0     | —       | —       |
| 2009/2010 | Сошо               | Лига 1       | 29        | 4         | 5     | 1     | —       | —       |
| 2010/2011 | Ренн               | Лига 1       | 33        | 2         | 1     | 0     | —       | —       |
| 2011/2012 | Ренн               | Лига 1       | 4         | 0         | 1     | 0     | 6       | 0       |
| 2012/2013 | Ним                | Лига 2       | 0         | 0         | 0     | 0     | —       | —       |

## Достижения
- Обладатель Кубка французской лиги: 1998/1999, 2006/2007